# Центральний (бахш, шагрестан Аштіан)
Центральний (перс. مركزئ) — бахш в Ірані, в шагрестані Аштіан остану Марказі. За даними перепису 2006 року, його населення становило 19011 осіб, які проживали у складі 5669 сімей.

## Міста
До складу бахшу входить одне місто Аштіан.

## Дегестани
До складу бахшу входять такі дегестани:
- Ґаракан
- Мазрае-Нов
- Сіявашан